# Oldenzaal
Oldenzaal é um município dos Países Baixos localizado na província da Overijssel.